# Nextcloud
Nextcloud is een suite van client-serversoftware voor het maken en gebruiken van bestandshostingservices. Het is geschikt voor gebruik door grote en kleine bedrijven en bevat uitgebreide ondersteuningsopties. Omdat het gratis en open source software is, kan en mag iedereen het op zijn eigen server installeren en gebruiken.
In combinatie met kantoorsuites  als Collabora Online of OnlyOffice is Nextcloud functioneel vergelijkbaar met Dropbox, Office 365 of Google Drive. Nextcloud hosting kan in de cloud of op eigen hardware. Het is schaalbaar van thuiskantooroplossing op basis van de goedkope Raspberry Pi tot volledige datacenteroplossingen die miljoenen gebruikers ondersteunen.
De oorspronkelijke ownCloud- ontwikkelaar Frank Karlitschek heeft ownCloud afgesplitst en Nextcloud gemaakt.  Nexcloud wordt nog steeds actief ontwikkeld door Karlitschek en andere leden van het oorspronkelijke ownCloud-team.

## Functies
Nextcloud-bestanden worden opgeslagen in conventionele directorystructuren, indien nodig toegankelijk via WebDAV. Gebruikersbestanden worden versleuteld tijdens het transport en optioneel bij opslag. Nextcloud kan synchroniseren met lokale clients onder Windows (Windows 7, 8, 10 en 11), macOS (10.6 of hoger) en veel Linux-distributies.
Nextcloud staat gebruikers- en groepsbeheer toe (via OpenID of LDAP). Inhoud kan worden gedeeld door gedetailleerde lees-/schrijfrechten tussen gebruikers en groepen te definiëren. Als alternatief kunnen Nextcloud-gebruikers openbare URL's maken bij het delen van bestanden. Het loggen van bestandsgerelateerde acties en het weigeren van toegang op basis van regels voor bestandstoegang is ook beschikbaar.
Nextcloud heeft nieuwe functies gepland zoals het bewaken, full-text search en Kerberos-authenticatie, evenals audio / video-conferencing, uitgebreide inter-operabiliteit met vergelijkbare systemen alsook user-interfaceverbeteringen.
Omdat de software modulair is, kan deze worden uitgebreid met plug-ins om extra functionaliteit te implementeren. Ontwikkelaars kunnen hun extensies aanbieden aan andere gebruikers voor installatie via een door de fabrikant beheerd platform. Dit platform communiceert via een open protocol met de Nextcloud instances. De Nextcloud App Store bevat meer dan 200 extensies. Met behulp van deze extensies kunnen veel functionaliteiten worden toegevoegd, waaronder:
- Kalenders ( CalDAV )
- Contacten ( CardDAV )
- Streamingmedia ( Ampache )
- Browsergebaseerde teksteditor
- Bladwijzerservice
- korte URL service
- Foto/video galerij
- RSS-feedlezer
- Documentinzage
- Verbinding met Dropbox, Google Drive en Amazon S3
- Webanalyse (Matomo )
- Integratie van contentmanagementsystemen bijv Pico CMS
- weersvoorspellingen
- DICOM
- kaarten
- kookrecepten

Op 17 januari 2020 werd in Berlijn versie 18 gepresenteerd onder de productnaam Nextcloud Hub. Voor het eerst werd hier een kantoorpakket (hier OnlyOffice) direct geïntegreerd en kondigde Nextcloud als doel directe concurrentie aan met Microsoft Office 365 en Google Docs. Bovendien werd op deze datum een samenwerking met Ionos aangekondigd. Office-functionaliteit werkt met x86/x64- en ARM64-gebaseerde servers met Collabora Online. OnlyOffice ondersteunt momenteel geen ARM. In tegenstelling tot propriëtaire diensten stelt de open architectuur gebruikers in staat om volledige controle over hun gegevens te houden.

## Architectuur
Om desktopmachines bestanden te laten synchroniseren met Nextcloud-server(s), zijn desktopclients beschikbaar voor pc's met Windows, macOS, FreeBSD of Linux. Er zijn mobiele clients voor iOS- en Android-apparaten. Bestanden en andere gegevens (zoals agenda's, contacten of bladwijzers) kunnen ook zonder extra software worden geopend, beheerd en geüpload met een webbrowser. Alle updates van het bestandssysteem worden gepusht naar alle computers en mobiele apparaten die zijn verbonden met het account van een gebruiker.
De Nextcloud-server is geschreven in de scripttalen PHP en JavaScript. Voor toegang op afstand maakt het gebruik van sabre/dav, een open-source WebDAV- server. Nextcloud is ontworpen om met verschillende databasebeheersystemen te werken waaronder SQLite, MariaDB, MySQL, Oracle Database en PostgreSQL.
Met Nextcloud 12 is een nieuwe architectuur ontwikkeld met de naam ' Global Scale ', met als doel op te kunnen schalen naar honderden miljoenen gebruikers. Het verdeelt gebruikers over afzonderlijke knooppunten en introduceert componenten om de interactie tussen hen te beheren.

## ownCloud
In april 2016 verlieten Karlitschek en de belangrijkste bijdragers ownCloud Inc.
De fork werd voorafgegaan door een blogpost van Karlitschek, waarin vragen werden gesteld als "Wie is de eigenaar van de community? Wie is eigenaar van ownCloud zelf? En wat belangrijker is, geld op korte termijn of verantwoordelijkheid en groei op lange termijn?" Er zijn geen officiële uitspraken gedaan over de reden van de fork. Karlitschek noemde de fork echter meerdere keren in een toespraak op de FOSDEM- conferentie van 2018, waarbij hij de nadruk legde op de culturele mismatch tussen open source-ontwikkelaars en bedrijfsgeoriënteerde mensen die niet gewend zijn aan de open source-gemeenschap.
Op 2 juni, binnen 12 uur na de aankondiging van de fork, kondigde het Amerikaanse "ownCloud Inc." dat het met onmiddellijke ingang wordt stopgezet en stelt dat "[...] de belangrijkste geldschieters in de VS ons krediet hebben opgezegd. Volgens de Amerikaanse wet zijn we genoodzaakt de deuren van ownCloud, Inc. met onmiddellijke ingang te sluiten en de contracten van 8 werknemers te beëindigen." ownCloud Inc. beschuldigde Karlitschek van het stropen van ontwikkelaars, terwijl Nextcloud-ontwikkelaars zoals Arthur Schiwon verklaarden dat hij "besloten had te stoppen omdat niet alles in de wereld van ownCloud Inc. evolueerde zoals ik me had voorgesteld".  OwnCloud GmbH zette zijn activiteiten voort, kreeg financiering van nieuwe investeerders en nam de activiteiten van ownCloud Inc. over.

## Verschillen met ownCloud
Hoewel Nextcloud oorspronkelijk een afsplitsing was van het ownCloud-project, zijn er nu veel verschillen. ownCloud biedt bijvoorbeeld een open-source community-editie, maar biedt ook een eigen Enterprise-editie met extra functies en ondersteunt abonnementen. Nextcloud gebruikt in plaats daarvan dezelfde openbare codebasis voor zowel gratis als betaalde gebruikers.